# Корній-де-Сус
Корній-де-Сус (рум. Cornii de Sus) — село у повіті Бакеу в Румунії. Входить до складу комуни Тетерешть.
Село розташоване на відстані 215 км на північний схід від Бухареста, 43 км на південний схід від Бакеу, 108 км на південь від Ясс, 110 км на північний захід від Галаца, 136 км на північний схід від Брашова.

## Населення
За даними перепису населення 2002 року у селі проживали 860 осіб, з них 859 осіб (99,9%) румунів. Рідною мовою 859 осіб (99,9%) назвали румунську.